# Bor (zámek)
Bor je hrad přestavěný na novogotický zámek ve stejnojmenném městě v okrese Tachov. Jeho podoba pochází z konce 19. století. Adresa objektu je Plzeňská ulice 259, 348 02, Bor. Od roku 1958 je chráněn jako kulturní památka.

## Historie
V letech 1224–1247 se majitelem panství stal Ratmír ze Skviřína. První zmínka o hradu Bor založeném Ratmírem, purkrabím na Přimdě, a jeho synem Bohuslavem, je z roku 1263. Bohuslav se již v letech 1285–1291 psal „z Boru“. Mezi dalšími držiteli panství byli jeho syn Bušek z Boru, sudí Plzeňského kraje, který jako první používal predikát ze Švamberka poté, co se rodové sídlo přesunulo na nový hrad Švamberk. Páni ze Švamberka byli držiteli panství až do roku 1650.

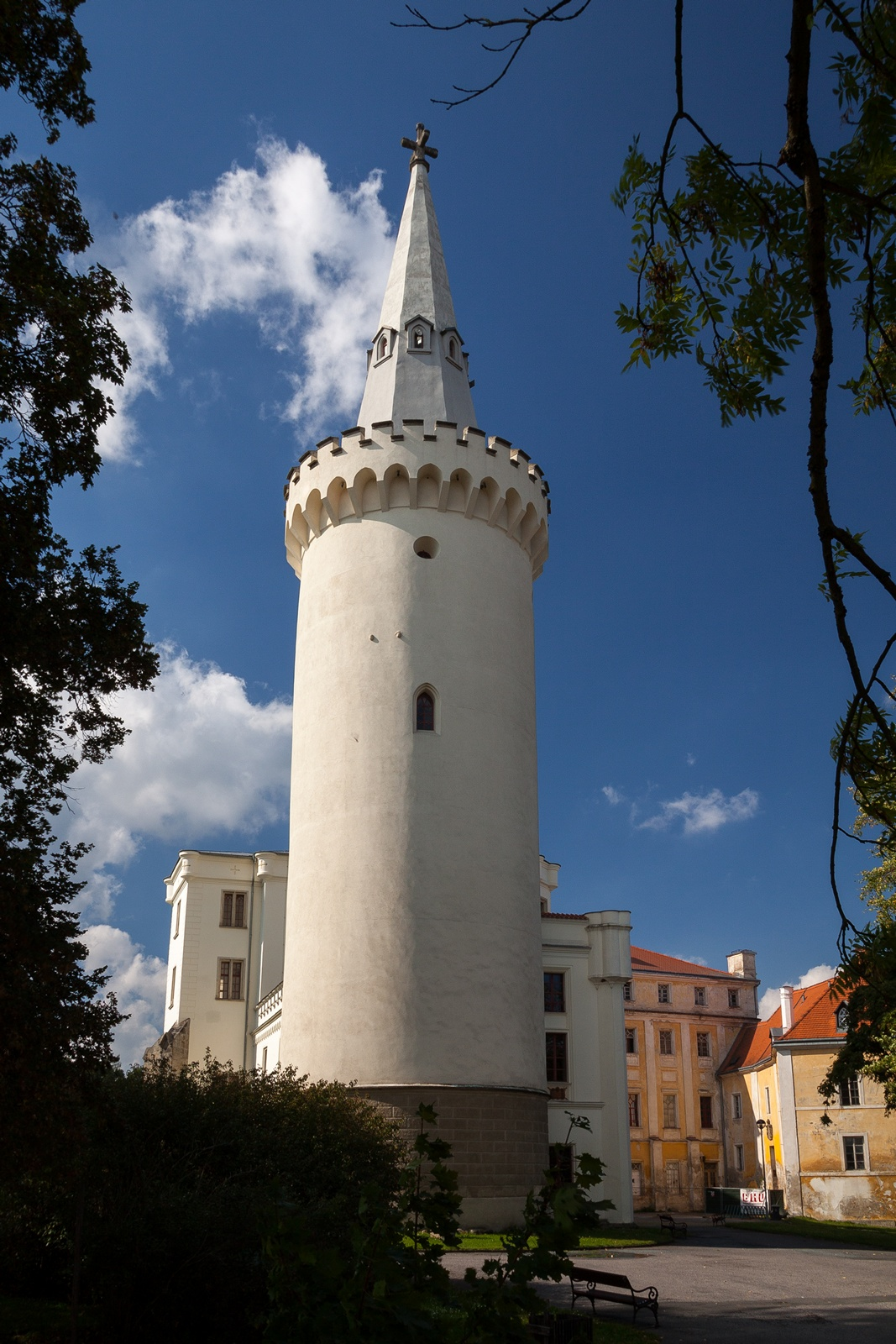
Věž ze 13. století připomíná původní hrad

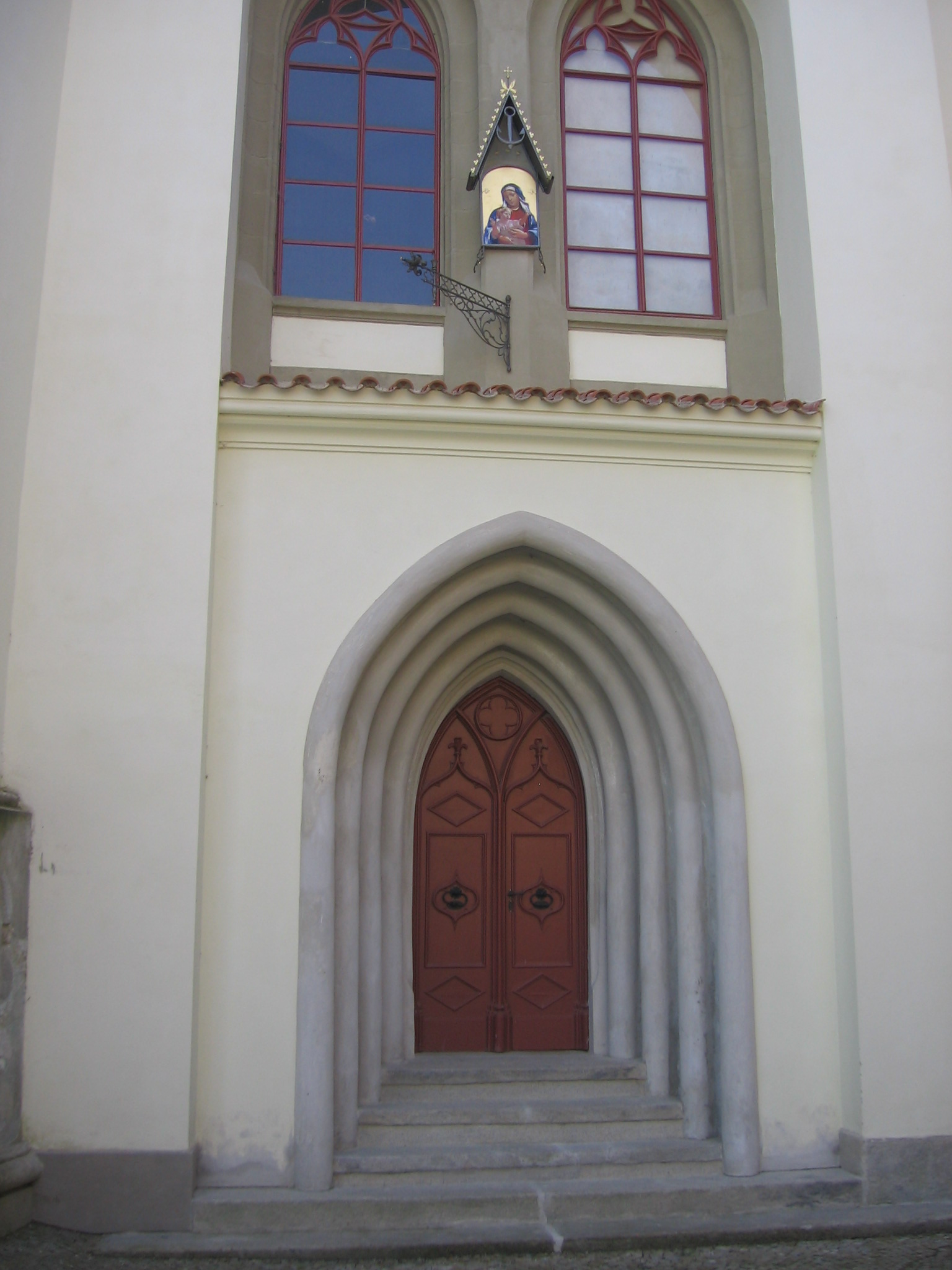
Vstupní portál

Držitelem obou hradů byl v letech 1342–1379 pan Bohuslav I. ze Švamberka. Ten byl roku 1361 iniciátorem výstavby kaple svatého Vavřince, která se nalézá ve východním křídle dnešního zámku. V roce 1369 povýšil Bohuslav I. osadu Bor u hradu na městečko. Po jeho smrti borské panství zdědili jeho synové Bohuslav V. ze Švamberka a Bušek ze Švamberka. Od roku 1401 byl držitelem jejich mladší bratr Jan ze Švamberka, který do zástavy získal i královské město Tachov. Jeho úspěch však netrval dlouho. Jan se dostal do sporu s králem Václavem IV. a v roce 1410 byl po věznění v Praze sťat.
Po jeho smrti přešlo panství na syny jeho bratra Bohuslava, z nichž starší Bohuslav VI. ze Švamberka, byl roku 1421 zajat husity na rodovém Švamberku. Rozhodl se přestoupit ke kališníkům a později se stal jedním z husitských hejtmanů. Smrt našel roku 1425 v Rakousích, kde vedl táborská vojska do boje jako vrchní velitel.
Za správy mladšího bratra, plzeňského hejtmana Hynka Krušiny ze Švamberka, roku 1430 Bor neúspěšně obléhali husité. Důvodem byl postoj Hynka Krušiny, který až do své smrti (po roce 1454) zůstával odpůrcem husitského hnutí. V roce 1454 se pak ve smlouvě hovoří o hradu jako o pustém, což svědčí o tom, že byl hrad zřejmě husity poničen.
Po Hynku Krušinovi připadl Bor jeho synovi Bohuslavovi VII. ze Švamberka († 1490) a poté jeho synům Hynkovi a Jindřichovi. Po Jindřichově smrti v roce 1505 si dědictví rozdělili synové Hynka a borský hrad s panstvím připadl Janovi ze Švamberka. Toho ovšem v roce 1506 zajal Jindřich z Gutštejna a odvlekl do Horní Falce jako rukojmí za svého bratra Jana z Gutštejna. Jednalo se o spor, ve kterém měl být Jan z Gutštejna odsouzen k smrti za žhářství. Spor se podařilo urovnat a následujícího roku byl Jan ze Švamberka vyplacen a propuštěn. Na svém panství pak v Boru žil až do své smrti v roce 1533.
Od doby Jana ze Švamberka se borský hrad stal po téměř dvou stech let znovu sídelním rodovým panstvím. Jan inicioval pozdně gotickou přestavbu zchátralého hradu a zároveň byl faktickým zakladatelem borské větve pánů ze Švamberka. Roku 1650 zámek odkoupil Zikmund Bedřich von Götzen. Ten, naproti zámku, nechal se svou ženou, Isabelou, vystavět křesťanské poutní místo – loretu. Po sedmdesáti letech, v roce 1720, zámek přešel do rukou Dominika Markvarta Löwenstein-Wertheim-Rosenberg. Panství drželi Löwensteinové až do roku 1945. Armádu, která byla v zámku po válce, vystřídal internát zemědělského učiliště, závodní jídelna a kulturní středisko s knihovnou. Majetkem města se stal v roce 1989.

## Stavební podoba
Podobu předhradí původního hradu neznáme. Jádro patřilo k hradům bergfritového typu a mělo přibližně čtvrtkruhový půdorys, v jehož jihovýchodním nároží stojí okrouhlý bergfrit se zdmi silnými až 3,5 m. V protilehlém rohu stál první palác. Během pozdně gotické přestavby byl palác rozšířen o dvě křídla vybavená sklípkovými klenbami, složitými okny a točitým schodištěm. Upravena byla také kaple svatého Vavřince založená před rokem 1362,[zdroj?] kterou pohltilo nové jižní palácové křídlo. Věž během přestavby získala zděnou helmici a ochoz s cimbuřím vysazený na konzolách. I přes pozdější úpravy patří borský palác mezi nejlépe zachované pozdně gotické paláce v Česku.
Dochovanou podobu v romanticky historizujícím slohu zámek získal v 19. století.
| Rok  | Počet návštěvníků |
| ---- | ----------------- |
| 2015 | 2 983             |
| 2016 | 3 034             |
| 2017 | 3 794             |

## Zajímavosti
- otisky dvou dlaní v renesanční omítce stěny kaple
- figurální náhrobek zřejmě dcery Jana ze Švamberka († 1533) ve vstupní hale